# Taxe sur l'édition des ouvrages de librairie
Lire en ligne

Lire sur Légifrance

La taxe sur l'édition des ouvrages de librairie est, en France, une taxe payée par les éditeurs à partir d'un certain chiffre d'affaires. Cet impôt sert à financer le Centre national du livre (CNL), qui soutient les auteurs et la diffusion des œuvres. Créée en 1976, la taxe a été supprimée en 2019 pour être remplacée par une subvention.

## Historique
L'article 22 de la loi n° 75-1278 du 30 décembre 1975 de finances pour 1976 instaure une redevance sur l'édition des ouvrages de librairie.
L'Inspection générale des finances liste la taxe sur l'édition des ouvrages de librairie dans les 192 taxes à faible rendement. Mais la mission n'estime pas que sa suppression est prioritaire.
En raison de la baisse du rendement des taxes affectées au CNL, l'assiette de la taxe sur l'édition des ouvrages de librairie a été étendue aux éditeurs de livres numériques dans la loi de finances pour 2015. Cette extension a permis d'augmenter le produit de la taxe d'environ 0,4 million d'euros.
En septembre 2018, le ministre des Comptes publics Gérald Darmanin annonce que le gouvernement souhaite supprimer une vingtaine petites taxes à faible rendement, dont la taxe sur l'édition des ouvrages de librairie. L'article 26 de la loi n°2018-1317 du 28 décembre 2018 abroge cette taxe. La suppression est permise par le changement du financement du CNL qui est dorénavant financé sur le budget de l'État à compter du 1er janvier 2019.

## Caractéristiques

### Redevables
Les éditeurs sont redevables de cette taxe sur la vente des ouvrages, imposée à un taux de 0,2 %.

### Bénéficiaire
Le produit de la taxe est affecté au CNL. Il constitue 16,1 % de ses ressources en 2018, soit 4,53 millions d'euros.
| 2006 | 2007 | 2008 | 2009 | 2010 | 2011 | 2012 | 2013 | 2014 | 2015 | 2016 | 2017 | 2018 |
| ---- | ---- | ---- | ---- | ---- | ---- | ---- | ---- | ---- | ---- | ---- | ---- | ---- |
| 5,58 | 5,25 | 5,27 | 5,87 | 5,04 | 5,32 | 4,99 | 5,28 | 4,67 | 4,54 | 4,27 | 4,53 | 4,53 |